# Miriam-Esther Owesle
Miriam-Esther Owesle (geboren in Heidelberg) ist eine deutsche Kunsthistorikerin und Gründerin der Guthmann Akademie.

## Leben und Wirken
Miriam-Esther Owesle studierte Kunstgeschichte, neue deutsche Literatur und Theaterwissenschaft an der Freien Universität Berlin (FU). Im Jahr 2012 wurde sie dort mit der Dissertation „Skarbina als Spiegel der Zeit“ über den Berliner Impressionisten und Sezessionsmitbegründer Franz Skarbina promoviert.
Anschließend arbeitet sie als Lehrbeauftragte für Kunstgeschichte am Kunsthistorischen Institut der FU Berlin. Ab 2020 war sie freie Mitarbeiterin im Fachgebiet Kunstgeschichte der Brandenburgischen Technischen Universität Cottbus (BTU), ab 2024 akademische Mitarbeiterin.
Darüber hinaus war sie im Kulturmanagement für Museen und Galerien tätig. Sie hat diverse Ausstellungen kuratiert.
2015 gründete sie die Guthmann Akademie als außeruniversitäre Forschungs- und Bildungseinrichtung, deren Geschäftsführerin und wissenschaftliche Leiterin sie ist.

## Forschung
Schwerpunkt ihrer kunstgeschichtlichen Forschung ist die Klassische Moderne sowie die Berliner Kunst- und Kulturgeschichte um 1900. Im Rahmen ihres Habilitationsprojektes Re:Konstruktion von Erinnerung beschäftigt sie sich mit Strategien der Inszenierung von Künstler- und Künstlerinnenhäusern.

## Publikationen
- Skarbina als Spiegel seiner Zeit: Zum malerischen und zeichnerischen Werk des Berliner Künstlers Franz Skarbina (1849 - 1910) und seiner Rezeption in der deutschsprachigen Presse 1870 – 1910. Dissertation, Freie Universität Berlin 2011.
- Neu-Cladow und nichts anderes! Johannes Guthmanns Traum vom Arkadien an der Havel. Bebra-Wissenschaftsverlag, Berlin 2014, ISBN 978-3-95410-043-9.
- Ein Sommer in Neukladow. Bebra-Wissenschaftsverlag, Berlin 2020, ISBN 978-3-95410-276-1.
- Mimen, Musen und Memoiren. Illustre Gäste in Neu-Cladow. Bebra-Wissenschaftsverlag, Berlin 2019, ISBN 978-3-95410-225-9.
- Von Clowns und anderen Schweinehunden. Kerber, Bielefeld 2022, ISBN 978-3-7356-0907-6.
- Dem flüchtigen Dauer verleihen. Künstlerinnen und Künstler in Neukladow. Bebra-Wissenschaftsverlag, Berlin 2022, ISBN 978-3-95410-302-7.